# Kreis Birnbaum

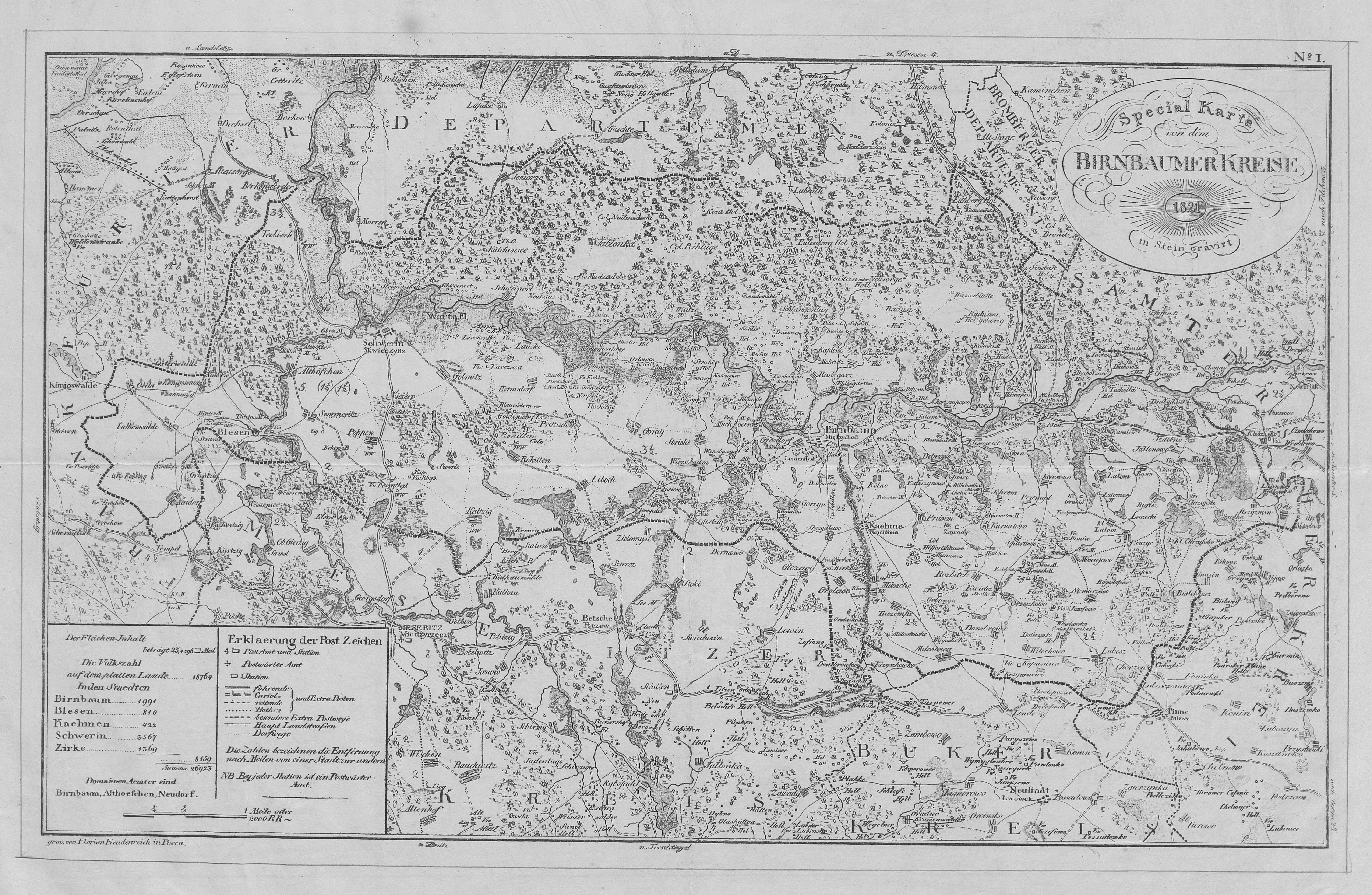
Der Kreis Birnbaum in den Grenzen von 1818 bis 1987

Der Kreis Birnbaum in den Grenzen von 1887 bis 1919. Gelb markierte Flächen kennzeichnen Gebiete mit seinerzeit mehrheitlich polnischsprachiger Bevölkerung.

Der Kreis Birnbaum im Nordwesten der preußischen Provinz Posen bestand in der Zeit von 1818 bis 1920. Das ehemalige Kreisgebiet gehört heute zur polnischen Woiwodschaft Großpolen, der Ort Birnbaum ist das polnische Międzychód.

## Größe
Der Kreis Birnbaum hatte bis zur Teilung im Jahre 1887 eine Fläche von 1293 km², danach 642 km².

## Verwaltungsgeschichte
Das Gebiet um die Stadt Birnbaum gehörte nach der Zweiten Teilung Polens von 1793 bis 1807 zum Kreis Meseritz in der preußischen Provinz Südpreußen. Nach dem Frieden von Tilsit fiel das Gebiet 1807 an das Herzogtum Warschau und nach dem Wiener Kongress am 15. Mai 1815 erneut an das Königreich Preußen.
Im Zuge der preußischen Verwaltungsreformen wurde zum 1. Januar 1818 aus dem Nordteil des alten Kreises Meseritz der Kreis Birnbaum gebildet. Sitz des Landratsamtes wurde Chalin, ab dem 1. Juni 1833 Zirke und ab 1867 schließlich Birnbaum.
Als Teil der Provinz Posen wurde der Kreis Birnbaum am 18. Januar 1871 Teil des neu gegründeten Deutschen Reichs, wogegen die polnischen Abgeordneten im neuen Reichstag am 1. April 1871 protestierten.
Am 1. Oktober 1887 wurde aus dem Westteil des Kreises Birnbaum mit der Stadt und dem Polizeidistrikt Schwerin an der Warthe, der Stadt Blesen sowie einem Teil des Polizeidistriktes Birnbaum der neue Kreis Schwerin an der Warthe gebildet.
Am 27. Dezember 1918 begann in der Provinz Posen der Großpolnische Aufstand der polnischen Bevölkerungsmehrheit gegen die deutsche Herrschaft, und bis auf das nordwestliche Drittel des Kreisgebietes mitsamt der Kreisstadt Birnbaum war der Großteil des Kreises im Januar 1919 unter polnischer Kontrolle.
Am 16. Februar 1919 beendete ein Waffenstillstand die polnisch-deutschen Kämpfe, und am 28. Juni 1919 trat die deutsche Regierung mit der Unterzeichnung des Versailler Vertrags den Kreis Birnbaum offiziell an das neu gegründete Polen ab. Deutschland und Polen schlossen am 25. November 1919 ein Abkommen über die Räumung und Übergabe der abzutretenden Gebiete ab, das am 10. Januar 1920 ratifiziert wurde. Die Räumung des unter deutscher Kontrolle verbliebenen Kreisgebietes mitsamt der Kreisstadt Birnbaum und die Übergabe an Polen erfolgte zwischen dem 17. Januar und dem 4. Februar 1920.

## Einwohnerentwicklung
| Jahr | Einwohner | Quelle |
| ---- | --------- | ------ |
| 1818 | 25.936    | [ 1 ]  |
| 1846 | 41.441    | [ 2 ]  |
| 1871 | 47.449    | [ 3 ]  |
|      |           |        |
| 1900 | 27.586    | [ 4 ]  |
| 1905 | 27.566    |        |
| 1910 | 28.887    |        |

Von den Einwohnern im Jahre 1905 waren 51 % Polen und 49 % Deutsche. Ein Teil der deutschen Einwohner verließ nach 1920 das Gebiet.

## Politik

### Landräte
- 1820–183400Wilhelm Friedrich von Kurnatowski († 1836)[5][6]
- 1834–184900Ferdinand von den Brincken (* 1793), Major, Landstallmeister (Zirke),[7] Schwiegersohn[8][9] d. Ministers Friedrich von Motz
- 1849–185000Julius Hermann Besser (vertretungsweise)
- 1850–185900Eduard von Suchodolski
- 1859–187500Greulich[10][11]
- 1876–188700Carl Otto von Kalckreuth
- 1887–190300Kurt von Willich
- 1904–192000August von Rospatt

### Wahlen
Der Kreis Birnbaum gehörte zusammen mit den Kreisen Obornik, Samter und Schwerin an der Warthe zum Reichstagswahlkreis Posen 2. Der Wahlkreis wurde bei den Reichstagswahlen zwischen 1871 und 1912 von den folgenden Kandidaten gewonnen:
- 187100Ludwig von Rönne, Nationalliberale Partei
- 187400Ludwig Zietkiewicz, Polnische Fraktion
- 187700Stephan von Kwilecki, Polnische Fraktion
- 187800Stephan von Kwilecki, Polnische Fraktion
- 188100Stephan von Kwilecki, Polnische Fraktion
- 188400Stephan von Kwilecki, Polnische Fraktion
- 188700Hektor von Kwilecki, Polnische Fraktion
- 189000Hektor von Kwilecki, Polnische Fraktion
- 189300Hektor von Kwilecki, Polnische Fraktion
- 189800Hektor von Kwilecki, Polnische Fraktion
- 190300Mathias von Brudzewo-Mielzynski, Polnische Fraktion
- 190700Mathias von Brudzewo-Mielzynski, Polnische Fraktion
- 191200Mathias von Brudzewo-Mielzynski, Polnische Fraktion

## Kommunale Gliederung
Zum Kreis Birnbaum gehörten am 1. Januar 1908 die beiden Städte Birnbaum und Zirke. Die 60 Landgemeinden und 34 Gutsbezirke waren zu Polizeidistrikten zusammengefasst.

## Gemeinden
Am Anfang des 20. Jahrhunderts gehörten die folgenden Gemeinden zum Kreis:
| - Alt Görtzig - Alt Merine - Alt Zattum - Bialokosch Hauland - Bielsko - Birnbaum, Stadt - Bucharzewo - Bukowce - Chorzempowo - Chorzewo - Daleschinko - Dombrowo - Driewcen - Eichberg Hauland - Eulenberg - Gora | - Grabitz - Groß Chrzypsko - Groß Lenschetz - Groß Luttom - Izdebno - Jaroschewo - Kähme - Kapline - Katschlin - Klein Bialokosch - Klein Chrzypsko - Klein Lenschetz - Kobylarnia - Kubowo - Kurnatowitze - Kwiltsch | - Lubosch - Lutomek - Mechnatsch - Milostowo - Mokritz - Moschiejewo - Muchocin Hauland - Mylin - Neu Merine - Neu Zattum - Neustein - Niemierschewo - Orle - Orzeschkowo - Popowo - Pruschim | - Przemischel - Radegosch - Radusch - Rozbitek - Ryzin - Schrimm - Skrzydlewo - Strzyzmin - Thiergarten - Tucholle - Tutschempe - Upartowo - Urbanowko - Viktorowo - Zirke, Stadt |

Die Gemeinden Großdorf und Lindenstadt wurden am 1. März 1905 in die Stadt Birnbaum eingemeindet.

## Persönlichkeiten
- Hermann Tietz (1837–1907), Kaufmann und Unternehmer, Namensgeber des Kaufhauskonzerns Hermann Tietz oHG (ab 1933: Hertie)
- Leonhard Tietz (1849–1914), Kaufmann, Unternehmer, Gründer des nordwestdeutschen Warenhauskonzerns Leonhard Tietz A.-G. (ab 1933: Westdeutsche Kaufhof AG)
- Oscar Tietz (1858–1923), Kaufmann, Unternehmer, Warenhausbesitzer
- Lesser Ury (1861–1931), Maler und Grafiker
- Simon Wronker (1860–1921), Kaufmann, Unternehmer und Warenhausgründer
- Hermann Wronker (1867–1942), Kaufmann, Unternehmer und Warenhausbesitzer